# Liste der Monuments historiques in Plescop
Die Liste der Monuments historiques in Plescop führt die Monuments historiques in der französischen Gemeinde Plescop auf.

## Liste der Bauwerke
| Bezeichnung                        | Beschreibung | Standort                              | Kennzeichnung | Schutzstatus | Datum | Bild |
| ---------------------------------- | ------------ | ------------------------------------- | ------------- | ------------ | ----- | ---- |
| Allée couverte von Coguer Neguinan |              | Cogueler-Neguignan Le Palastre (Lage) | PA00091474    | Inscrit      | 1970  |      |
| Kapelle Notre-Dame                 |              | Lézurgan (Lage)                       | PA00091475    | Inscrit      | 1951  |      |

## Liste der Objekte
- Monuments historiques (Objekte) in Plescop in der Base Palissy des französischen Kultusministeriums